# Cantemir (distrikt)
Cantemir är ett distrikt i Moldavien. Det ligger i den södra delen av landet, 90 km söder om huvudstaden Chișinău. Antalet invånare är 58 937. Arean är 870 kvadratkilometer. Cantemir gränsar till Cahul rajon.
Terrängen i Cantemir är kuperad åt sydväst, men åt nordost är den platt.
Administrativ huvudort är Cantemir. Andra samhällen i distriktet är Vișniovca och Chioselia Mare.